# ATC M09 – A váz- és izomrendszer betegségeinek egyéb gyógyszerei
Az ATC M09 – A váz- és izomrendszer betegségeinek egyéb gyógyszerei a gyógyszerek anatómiai, gyógyászati és kémiai osztályozási rendszerének (ATC) egyik alcsoportja.
| ATC M   | Váz- és izomrendszer                                     |
| ------- | -------------------------------------------------------- |
| ATC M01 | Gyulladásgátlók és reuma elleni készítmények             |
| ATC M02 | Ízületi- és izomfájdalmak kezelésének helyi készítményei |
| ATC M03 | Izomrelaxánsok                                           |
| ATC M04 | Köszvény elleni készítmények                             |
| ATC M05 | Csontbetegségek kezelésének gyógyszerei                  |
| ATC M09 | A váz- és izomrendszer betegségeinek egyéb gyógyszerei   |

## M09A A váz-és izomrendszer betegségeinek egyéb gyógyszerei

### M09AAKininés származékai
M09AA01 Hidrokinin
M09AA72 Kinin kombinációk

### M09ABEnzimek
M09AB01 Chymopapain
M09AB52 Tripszin, kombinált

### M09AX 	A váz- és izomrendszer betegségeinek egyéb gyógyszerei
M09AX01 Hialuronsav